# Tilarán
Tilarán è un distretto della Costa Rica, capoluogo del cantone omonimo, nella provincia di Guanacaste.